# The Ultimate Sin
Albums de Ozzy Osbourne
Bark at the Moon
(1983) Tribute
(1987)
Singles
1. Shot in the Dark
Sortie : janvier 1986
2. The Ultimate Sin
Sortie : août 1986

The Ultimate Sin est le quatrième album studio du chanteur de heavy metal anglais, Ozzy Osbourne. Il paraît le 22 février 1986 sous l'étiquette CBS / Epic Records et fut produit par Ron Nevison.

## Historique
Après deux longues années à multiplier les cures de désintoxications (il remerciera d'ailleurs le Betty Ford Center dans les notes du livret d'accompagnement de l'album), Ozzy est enfin d'attaque pour enregistrer son quatrième album studio. Jake E. Lee a composé bon nombre de musiques, mais il refuse de les divulguer avant d'avoir signé un contrat lui garantissant d'en être crédité et d'en toucher des redevances. Il avait en effet été floué pour son travail pour l'album précédent Bark at the Moon. Il obtiendra gain de cause, ce qui n'est pas le cas du bassiste Bob Daisley qui avait travaillé sur les compositions de cet album mais, qui après un différend avec les Osbourne, quitta le groupe. Il fut promptement remplacé par Phil Soussan ; l'arrivée de Randy Castillo (ex-Lita Ford) complète le groupe.
En mars-avril, Jake E. Lee, Bob Daisley avait commencé à travailler sur les nouveaux titres avec le batteur Jimmy DeGrasso et le producteur Chris Tsangarides qui devait produire l'album. Mais Ozzy était alors occupé à répéter avec ses anciens acolytes de Black Sabbath en vue du concert pour le Live Aid qui se déroulera en juillet au John F. Kennedy Stadium de Philadelphie et le travail s'arrêta. De Grasso s'engagea momentanément avec le groupe irlandais Mama's Boys qui tournait à travers l'Europe avec Gary Moore. Il vit la photo du nouveau groupe d'Ozzy avec Randy Castillo à sa place dans le magazine Kerrang, personne ne l'avait prévenu et il ne fit donc pas partie de l'enregistrement de The Ultimate Sin.
L'album est enregistré à Londres (Townhouse et AIR studios) pour les musiques et à Paris au studio Davout pour le chant d'Ozzy. Il est produit par Ron Nevison (producteur notamment des albums de UFO et du Michael Schenker Group).
L'album se classe à la sixième place du Billboard 200 et sera certifié double disque de platine (2 000 000 ex.) aux États-Unis. Au Royaume-Uni il se classa à la 8e place des charts et se vendra à plus de 60 000 exemplaires (disque d'argent). Le single se classa aussi dans les charts américains et anglais.
N.B. : cet album fut supprimé du catalogue d'Ozzy Osbourne en 2002 à la suite d'un litige financier opposant Phil Soussan à Ozzy Osbourne concernant les royalties du hit-single Shot in the Dark.

## Liste des titres
Toutes les chansons sont écrites par Ozzy Osbourne, Jake E. Lee & Bob Daisley, sauf indication.
Face 1
1. The Ultimate Sin - 3:45
2. Secret Loser - 4:08
3. Never Know Why - 4:27
4. Thank God For the Bomb - 3:53
5. Never - 4:17

Face 2
1. Lightning Strikes - 5:16
2. Killer of Giants - 5:41
3. Fool Like You - 5:18
4. Shot in the Dark - 4:28 - (Osbourne, Soussan)

## Composition du groupe
- Ozzy Osbourne – chant
- Jake E. Lee – guitares
- Phil Soussan – basse
- Randy Castillo – batterie, percussions

Musicien additionnel
- Mike Moran – claviers

## Charts et certifications
| Pays             | Durée du classement | Meilleur classement |
| ---------------- | ------------------- | ------------------- |
| Allemagne        | 9 semaines          | 31e                 |
| Canada           | 21 semaines         | 19e                 |
| États-Unis       | 39 semaines         | 6e                  |
| Norvège          | 6 semaines          | 6e                  |
| Nouvelle-Zélande | 6 semaines          | 21e                 |
| Pays-Bas         | 6 semaines          | 38e                 |
| Royaume-Uni      | 10 semaines         | 8e                  |
| Suède            | 6 semaines          | 4e                  |

| Pays        | Certification | Ventes      | Date       |
| ----------- | ------------- | ----------- | ---------- |
| Australie   | Or            | 35 000 +    | 2021       |
| Canada      | Platine       | 100 000 +   | 27/06/1986 |
| États-Unis  | 2 × Platine   | 2 000 000 + | 26/10/1994 |
| Royaume-Uni | Argent        | 60 000 +    | 09/04/1986 |

Charts Singles
| Année | Single             | Chart                  | Durée du classement | Position |
| ----- | ------------------ | ---------------------- | ------------------- | -------- |
| 1986  | "Shot in the Dark" | Hot 100                | 9 semaines          | 68e      |
| 1986  | "Shot in the Dark" | Mainstream Rock Tracks | 13 semaines         | 10e      |
| 1986  | "Shot in the Dark" | UK Singles Chart       | 6 semaines          | 20e      |
| 1986  | "The Ultimate Sin" | UK Singles Chart       | 2 semaines          | 72e      |

## Note
Le 20 juin 2007 sort au Japon une version remasterisée de l'album. Celle-ci ressemble à un petit vinyle. On peut l'acheter seul pour 34 USD ou en coffret avec les autres disques remasterisés cette année-là pour 295 USD.